# Gare de Wolfstee
La gare de Wolfstee (en néerlandais : station Wolfstee) est une halte ferroviaire belge de la ligne 15, d'Anvers à Hasselt située à Wolfstee, sur la commune de Grobbendonk, dans la province d'Anvers en Région flamande.
C'est un point d'arrêt non géré (PANG) de la Société nationale des chemins de fer belges (SNCB) desservi par des trains InterCity (IC) et Suburbains (S33).

## Histoire

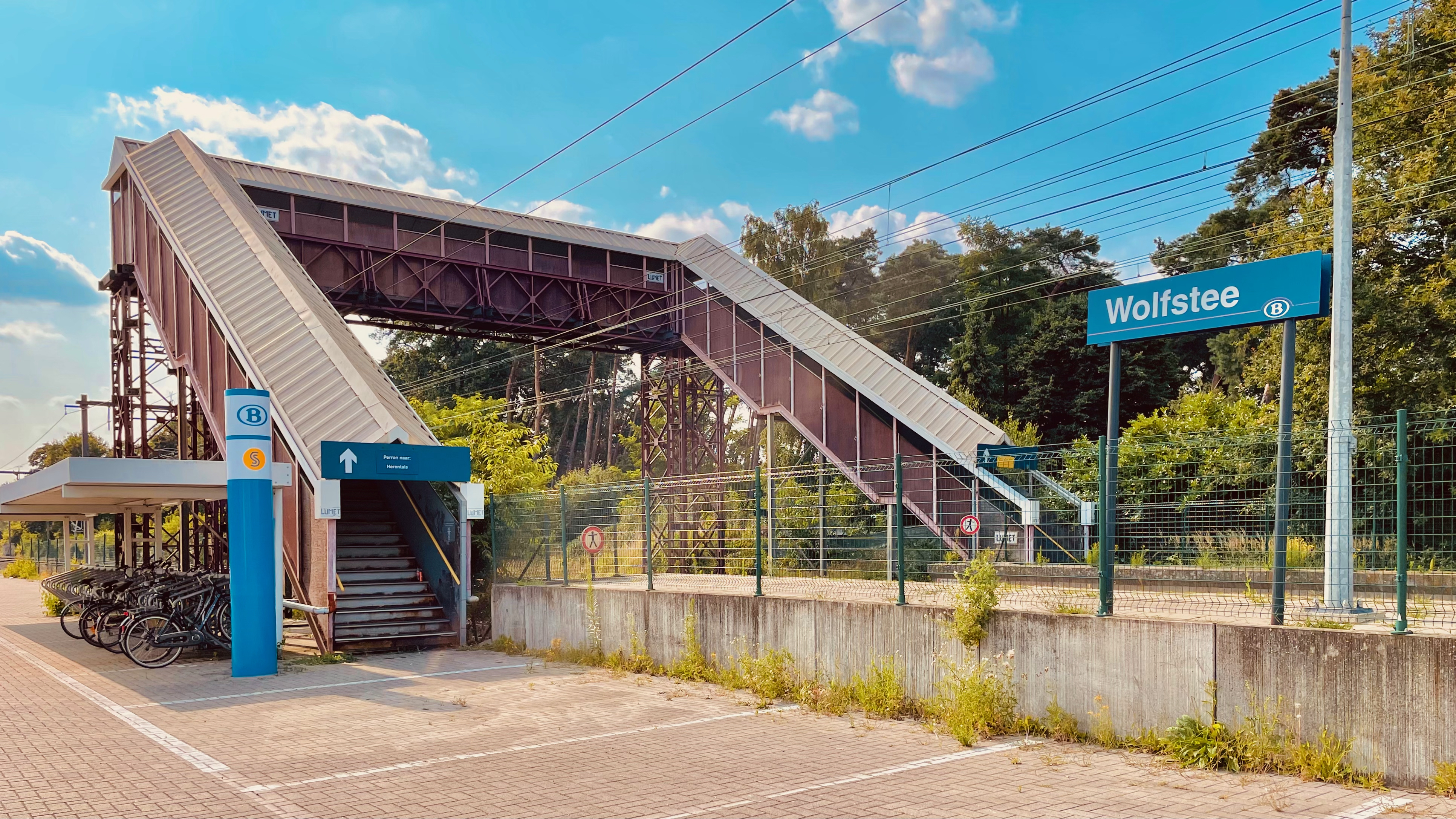
Passerelle et quais.

La gare de Wolfstee n'existait pas avant les années 2000. C'est un point d'arrêt provisoire mis en service en 2004 dans le cadre des mesures du gouvernement flamand visant à réduire les nuisances lors d’importants travaux sur le Ring d’Anvers. Des panneaux ont été placés depuis la sortie Herentals Industrie sur la E313 et conduisent les automobilistes au parking Park & Ride de la gare, où ils pouvaient prendre le train pour Anvers. Après la fin des travaux sur le ring d’Anvers, cet arrêt provisoire a été maintenu. 
La passerelle piétonne enjambant le chemin de fer se trouvait autrefois en gare d'Anvers-Berchem, elle fut démontée en 2004 et reconstruite à la gare de Wolfstee. 

## Fréquentation
| année | En semaine | Weekend |
| ----- | ---------- | ------- |
| 2009  | 46         | 0       |
| 2012  | 63         | 0       |
| 2013  | 64         | 0       |
| 2014  | 50         | 0       |
| 2015  | 31         | 0       |
| 2018  | 49         | 0       |

## Service des voyageurs

### Accueil
C'est un point d'arrêt non géré (PANG) à accès libre sans automate de vente. Un parking pour les voitures se trouve à proximité.
La traversée des voies s'effectue au moyen d'une passerelle, munie d'escaliers.
Un parking à vélos est accolé à la passerelle.

### Desserte
Wolfstee est desservie, uniquement en semaine, par des trains Intercity (IC) et Suburbains (S33) de la SNCB circulant sur la ligne commerciale 15 : Anvers - Lierre - Mol - Hasselt (voir brochure SNCB de la ligne 15).
La desserte est constituée d'une seule relation cadencée à l'heure : des trains de la ligne S33 du réseau S anversois circulant entre Anvers-Central et Mol ; deux trains IC-10 reliant Anvers-Central à Mol, s'arrêtent à Wolfstee, très tard le soir (les autres passent sans s’arrêter).

## Comptage voyageurs
Le graphique et le tableau montrent le nombre de passagers qui en moyenne embarquent durant la semaine, le samedi et le dimanche.
| Nombre de voyageurs qui embarquent à la gare de Wolfstee | Nombre de voyageurs qui embarquent à la gare de Wolfstee | Nombre de voyageurs qui embarquent à la gare de Wolfstee | Nombre de voyageurs qui embarquent à la gare de Wolfstee |
|                                                          | Semaine                                                  | Samedi                                                   | Dimanche                                                 |
| -------------------------------------------------------- | -------------------------------------------------------- | -------------------------------------------------------- | -------------------------------------------------------- |
| 2004                                                     | 81                                                       | -                                                        | -                                                        |
| 2005                                                     | 56                                                       | -                                                        | -                                                        |
| 2006                                                     | 85                                                       | -                                                        | -                                                        |
| 2007                                                     | 88                                                       | -                                                        | -                                                        |
| 2008                                                     | -                                                        | -                                                        | -                                                        |
| 2009                                                     | 46                                                       | -                                                        | -                                                        |
| 2010                                                     | -                                                        | -                                                        | -                                                        |
| 2011                                                     | -                                                        | -                                                        | -                                                        |
| 2012                                                     | 63                                                       | -                                                        | -                                                        |
| 2013                                                     | 64                                                       | -                                                        | -                                                        |
| 2014                                                     | 50                                                       | -                                                        | -                                                        |
| 2015                                                     | 31                                                       | -                                                        | -                                                        |
| 2016                                                     | 40                                                       | -                                                        | -                                                        |
| 2017                                                     | 35                                                       | -                                                        | -                                                        |
| 2018                                                     | 49                                                       | -                                                        | -                                                        |
| 2019                                                     | 36                                                       | -                                                        | -                                                        |
| 2020                                                     | 18                                                       | -                                                        | -                                                        |
| 2021                                                     | -                                                        | -                                                        | -                                                        |
| 2022                                                     | 55                                                       | -                                                        | -                                                        |
| 2023                                                     | 62                                                       | -                                                        | -                                                        |
| 2024                                                     | 49                                                       | -                                                        | -                                                        |